# Control-Mastery-Theorie
Die Control-Mastery-Theorie ist eine am Mount-Zion-Psychotherapie-Forschungszentrum (heute San Francisco Psychotherapy Research Group) entwickelte Theorie (Weiss & Sampson 1986) aus dem Umfeld der Psychoanalyse. Ausgangspunkt war die Beobachtung, dass Patienten sich gegenüber Therapeuten zeitweise so verhalten, dass dies von Seiten der Therapeuten als Beziehungstest gedeutet werden kann.
Die Theorie fußt auf der Annahme in der Kindheit erworbener, unbewusster Schemata des Patienten. Er tritt mit entsprechend dem Schema organisierten, unbewussten Befürchtungen und Erwartungen in die analytische Situation und organisiert die dort gemachten Wahrnehmungen ebenfalls gemäß seinen unbewussten Schemata.
Sind die erworbenen Schemata pathogen, so befürchtet der Patient unbewusst, dass eine Erreichung der in der Psychotherapie angestrebten Ziele ihn selbst oder andere (Bezugspersonen) gefährden könnte. Die Therapieziele sind daher für ihn zunächst unerreichbar.
Wenn die Patienten bewusst und unbewusst hochmotiviert sind, ihre Probleme zu lösen und ihre Symptome zu verlieren, werden sie die pathogenen Überzeugungen kontinuierlich in der Therapiesituation am Therapeuten überprüfen (Vergleiche Realitätstest in der Verhaltenstherapie). Die Aufgabe des Therapeuten liegt daher in der Unterstützung des Patienten bei der Widerlegung der pathogenen Überzeugungen in der Therapiesituation.

## Beispiel
Ein Kind, das von seinen Eltern kontinuierlich Ablehnung erfuhr, entwickelt ein Schema, in dem es sich selbst als nichtbeachtenswert – weder von Eltern noch von anderen – charakterisiert. Durch die starke Bindung des Kindes zu seinen Eltern ist dieses Schema sehr stabil. Bei einer Aufgabe der pathogenen Überzeugung befürchtet der Patient, die Bindung zu den Eltern zu schwächen. Aufgabe des Therapeuten ist es in dieser Situation, grundsätzlich freundlich und akzeptierend zu bleiben, damit der Patient die pathogene Überzeugung „Jeder lehnt mich ab, und es gibt gute Gründe dafür“ widerlegt sehen und verändern kann.